# Tadao Takashima
Tadao Takashima (高島忠夫 Takashima Tadao?)  (Muko District (Prefectura de Hyogo), 27 de julio de 1930 – Tokio, 26 de junio de 2019) fue un actor japonés y músico de jazz. Apareció en más de cien películas, incluyendo King Kong vs. Godzilla, Atragon, y Frankenstein vs. Baragon. También fue partícipe en obras de Teatro musicales como My Fair Lady y apareció en varios espectáculos televisivos.

## Carrera musical
Takashima empezó a participar en una banda de jazz mientras era estudiante en la Universidad de Kwansei Gakuin. Dejó la universidad antes de su graduación cuándo debutó como un actor en 1952. En 1962 protagonizó la película King Kong vs. Godzilla junto a Yū Fujiki, con quien actuó posteriormente en varias películas de comedia sobre hombres asalariados, tópico popular en Japón durante aquel tiempo. Takashima también participó en la película Kaijū-tō no Kessen Gojira no Musuko y Godzilla vs. Mechagodzilla II.
Obtuvo popularidad como cantante romántico. Durante esa etapa se encargó de la dirección de funciones musicales, incluyendo la función de profesor Henry Higgins en una producción de My Fair Lady También aparecido en varios programas televisivos, como el concurso espectáculo ¡-re-mi-fa-don! Y el espectáculo de cocina Gochisosama.

## Vida personal
En 1963, Takashima se casó con Hanayo Sumi, una exmiembro de Takarazuka Revue. Su primogénito fue asesinado poco despuès, en 1964, cuando contaba con tan solo cinco meses por la sirvienta familiar. Después tuvo dos hijos más: Masahiro Takashima y Masanobu Takashima, ambos actores, como su padre. En 1998, Takashima sufrió de depresión, de la que posteriormente se recuperó.
Takashima murió de causas naturales en su domicilio de Tokio el 26 de junio de 2019 a los 88 años.

## Filmografía

### Películas
| Año  | Título                                                         | Personaje                 | Notas | Ref    |
| ---- | -------------------------------------------------------------- | ------------------------- | ----- | ------ |
| 1952 | Choito neesan omoide yanagi                                    | Shinichi                  |       |        |
| 1952 | Asakusa yonin shimai                                           |                           |       |        |
| 1953 | Onna to iu shiro - Mari no maki                                |                           |       |        |
| 1953 | Onna to iu shiro - Yuko no maki                                |                           |       |        |
| 1953 | Ai no sakyû                                                    |                           |       |        |
| 1953 | Ajapa tengoku                                                  |                           |       |        |
| 1953 | Senkan Yamato                                                  |                           |       |        |
| 1953 | Seishun Jazu Musume                                            | Tahara                    |       | [ 13 ] |
| 1953 | Waga koi no lila no kokage ni                                  |                           |       |        |
| 1954 | Musume jûroku jazz matsuri                                     |                           |       |        |
| 1954 | Jazz on Parade 1954 nen: Tokyo Cinderella musume               |                           |       |        |
| 1955 | Santashain no onna hisho                                       |                           |       |        |
| 1956 | Hokkai no hanran                                               | Primer Oficial Mori       |       |        |
| 1956 | Morishige no Shinkonryoko                                      |                           |       |        |
| 1956 | Daigaku no buyuden                                             |                           |       |        |
| 1956 | Daigaku no kengo keiraku no abarenbo                           |                           |       |        |
| 1956 | Sora A Guenban Kyonu Shingeki                                  | Masao Hayashi             |       | [ 13 ] |
| 1956 | Gunshin Yamamoto gensui to Rengô kantai                        |                           |       |        |
| 1957 | Oshaberi shacho                                                |                           |       |        |
| 1957 | Nichibei Hanayome Hanamuko Irekae Torikae Gassen               | Daikichi Matsukawa        |       |        |
| 1957 | Meiji tennô to nichiro daisenso                                | Nogi Yasusuke             |       |        |
| 1957 | Hibari ga oka no taiketsu                                      | Yûkichi Hanayama          |       |        |
| 1957 | Sen'un Ajia no joô                                             |                           |       |        |
| 1958 | Joôbachi no ikari                                              | Cantante                  |       |        |
| 1959 | Kakkun chô tokkyû                                              | Shintoyo Eiga Star        |       |        |
| 1959 | Teisô no Arashi                                                | Minoru Yagihashi          |       |        |
| 1959 | Bôryoku musume                                                 |                           |       |        |
| 1959 | Jûdai no magari kado                                           |                           |       |        |
| 1960 | Chikateikoku no shikeishitsu                                   |                           |       |        |
| 1960 | Arashi o yobu gakudan                                          | Jun Mitani                |       |        |
| 1960 | Chinpindô shujin                                               |                           |       |        |
| 1960 | Bakusho itohan nikki                                           |                           |       |        |
| 1960 | Kyôsaitô sôsai ni eikô are                                     | Haruhiko Wakayama         |       |        |
| 1960 | Kamitsuita wakadan'na                                          |                           |       |        |
| 1960 | Taiyô o dake                                                   | Takahiko Chiba            |       |        |
| 1960 | Oneechan ni makashitoki                                        | Matsuzaemon Matsuno       |       |        |
| 1960 | Gametsui yatsu                                                 | Kanta, Shika's son        |       |        |
| 1960 | Utamatsuri romansu dochu                                       |                           |       |        |
| 1960 | Oneechan wa tsuiteru ze                                        | Hikoichi Ôtsu             |       |        |
| 1960 | Sazae-san to epuron obasan                                     |                           |       |        |
| 1961 | Shusse kôsu ni shinro o tore                                   |                           |       |        |
| 1961 | Fuku no kami: Sazae-san ikka                                   |                           |       |        |
| 1961 | Wakarete ikiru toki mo                                         | Kengo Inami               |       |        |
| 1961 | Onna kazoku                                                    |                           |       |        |
| 1961 | Kaei                                                           |                           |       |        |
| 1961 | Ganba                                                          |                           |       |        |
| 1961 | Awamori-kun nishi-e iku                                        |                           |       |        |
| 1962 | King Kong vs. Godzilla                                         | Osamu Sakurai             |       | [ 6 ]  |
| 1962 | Shin kitsune to tanuki                                         |                           |       |        |
| 1962 | Chūshingura: Hana no Maki, Yuki no Maki                        | Jûjirô Hazama             |       | [ 13 ] |
| 1963 | Onna ni tsuyoku naru kufû no kazukazu                          | Gorô Miyake               |       |        |
| 1963 | Love Me, Love Me [Ing] (Me encanto, Me Encanto [Esp])          | Inspector Ôki             |       | [ 14 ] |
| 1963 | Hai hai sannin musume                                          |                           |       |        |
| 1963 | Nippon jitsuwa jidai                                           |                           |       |        |
| 1963 | Ichi ka bachi ka                                               |                           |       |        |
| 1963 | Atragon                                                        | Susumu Hatanaka           |       | [ 13 ] |
| 1964 | Hibari, Chiemi, Izumi: Sannin yoreba                           |                           |       |        |
| 1964 | You Can Succeed, Too [Ing] (Puedes Tener éxito, También [Esp]) | Nakai                     |       | [ 13 ] |
| 1964 | Meiji taitei goichidaiki                                       |                           |       |        |
| 1964 | Danchi: Nanatsu no taizai                                      | 2do & 7mo Sin-Masao Hanai |       |        |
| 1965 | Frankenstein vs. Baragon (Frankenstein Conquers the World)     | Dr. Yuzo Kawaji           |       | [ 13 ] |
| 1965 | Baka to Hasami                                                 |                           |       |        |
| 1966 | Ja ja umanarashi                                               |                           |       |        |
| 1966 | Jinchoge                                                       | Minegishi                 |       |        |
| 1966 | Neko no kyujitsu                                               |                           |       |        |
| 1967 | Take-chan shacho: Seishun wa ryu no mono da!                   |                           |       |        |
| 1967 | Take-chan shacho: Seishun de tsukkare!                         |                           |       |        |
| 1967 | Kaijū-tō no Kessen Gojira no Musuko (Son of Godzilla [Ing])    | Dr. Kusumi                |       | [ 7 ]  |
| 1968 | Kamo to negi                                                   | Maruki                    |       |        |
| 1968 | Andersen monogatari                                            |                           |       |        |
| 1969 | Mito Kômon man'yûki                                            | Kakunojô Atsumi           |       |        |
| 1971 | Rikugun rakugohei                                              |                           |       |        |
| 1988 | Kanashi iro yanen                                              | Sumio                     |       |        |
| 1993 | Godzilla vs. Mechagodzilla II                                  | Jefe Hosono               |       | [ 7 ]  |
| 1994 | Onna-zakari                                                    | Heigoroh Asaoka           |       |        |